# Duvefjorden
Het Duvefjorden is een groot fjord van het eiland Nordaustlandet, dat deel uitmaakt van de Noorse eilandengroep Spitsbergen.
Het fjord is vernoemd naar duiven.

## Geografie
Het fjord is zuid-noord georiënteerd met een lengte van ongeveer 35 kilometer en een breedte van 12 tot 13 kilometer. Ze mondt in het noorden uit in de Noordelijke IJszee.
Het fjord heeft meerdere takken, waaronder in het oosten het Adlersparrefjorden en in het zuiden de Botnvika.
Op (de takken van) het fjord komen twee gletsjers uit: Fonndalsbreen en Duvebreen. Ten zuidwesten van het fjord ligt ook de gletsjer Ahlmannfonna in schiereiland Prins Oscarsland dat aan de westzijde het fjord begrensd.
Op ruim zes kilometer naar het westen ligt het fjord Rijpfjorden en de baai Nordenskiöldbukta.